# Аджитарово (Курганская область)
Аджитарово — село в Сафакулевском районе Курганской области. Административный центр и единственный населенный пункт Аджитаровского сельсовета.

## История
До 1917 года входило в состав Карасевской волости Челябинского уезда Оренбургской губернии. По данным на 1926 год деревня Аджитарово состояла из 305 хозяйств. В административном отношении являлась центром Аджитаровского сельсовета Яланского района Челябинского округа Уральской области.

## Население
| 1989 | 2002 | 2010 | 2012 | 2013 | 2014 | 2015 |
| ---- | ---- | ---- | ---- | ---- | ---- | ---- |
| 654  | ↘521 | ↘258 | ↘247 | ↘216 | ↘192 | ↘171 |
| 2016 | 2017 | 2018 | 2019 | 2020 |      |      |
| ↘157 | ↗164 | ↘155 | ↘143 | ↗144 |      |      |

По данным переписи 1926 года в деревне проживало 1387 человек (668 мужчин и 719 женщин), в том числе: татары составляли 99 % населения.
Национальный состав
Согласно результатам Всероссийской переписи населения 2002 года, в национальной структуре населения татары составляли 58 %, башкиры — 37.